# Чешка Социјалистичка Република
Чешка Социјалистичка Република (ЧСР) био је службено име Чешке од 1. јануара 1969. до почетка 1990. године. ЧСР је била федеративна јединица унутар Чехословачке Социјалистичке Републике.
Након гушења Прашког пролећа у августу 1968. године, укинуте су све либералне реформе из тог раздобља. Једина алтернатива била је федерализација Чехословачке. Уставним законом Федерације од 28. октобра 1968. године, међу осталима, формирана је и Чешка Социјалистичка Република. Закон је ступио на снагу 1. јануара 1969. године. Формирано је засебно Чешко национално веће, као републичко тело, а парламент Чехословачке је преименован у Народну скупштину Чехословачке.
Након укидања социјалистичке републике, из дотад зваичног назива Чешке испуштен је суфикс социјалистичка, тако да је ново званично име државе било Чешка Република. Дана 1. јануара 1993, Чешка Република је постала независна.